# Czarface (album)
Czarface, stilizzato anche CZARFACE, è il primo album del gruppo hip hop statunitense Czarface, pubblicato nel 2013.
Su Metacritic ha un rating di 77/100.
| Recensione | Giudizio |
| ---------- | -------- |
| Q          | [ 1 ]    |
| XXL        | [ 1 ]    |
| HipHopDX   | [ 1 ]    |
| PopMatters | [ 1 ]    |
| RapReviews | [ 1 ]    |

## Tracce
1. Czarface (Intro) – 1:16 – 7L
2. Air 'Em Out – 2:41 – 7L, Todd Spadafore
3. Cement 3′s (featuring Roc Marciano) – 3:25 – 7L, Todd Spadafore
4. Czar Refaeli (featuring Oh No) – 4:00 – 7L, Todd Spadafore
5. Rock Beast – 2:55 – 7L, Todd Spadafore
6. Savagely Attack (featuring Ghostface Killah) – 3:20 – 7L
7. Marvel Team-Up – 2:27 – 7L
8. It’s Raw (featuring Action Bronson) – 4:47 – 7L, Todd Spadafore
9. Let It Off – 4:22 – DJ Premier
10. Word War 4 – 2:51 – 7L
11. Dead Zone – 2:56 – 7L
12. Poisonous Thoughts (featuring Mr. Muthafuckin' eXquire) – 4:04 – 7L
13. Shoguns (featuring Cappadonna & Vinnie Paz) – 4:40 – 7L
14. Hazmat Rap – 2:57 – 7L, Todd Spadafore

Traccia bonus nella seconda edizione
1. Rock Beast (Death Czar Remix) – 2:37 – 7L

## Classifiche
| Classifica (2013)         | Posizione massima |
| ------------------------- | ----------------- |
| US Independent Albums     | 45                |
| US Top Rap Albums         | 20                |
| US Top R&B/Hip-Hop Albums | 34                |